# Otto Tangen
Otto Tangen (ur. 28 stycznia 1886 r.  – zm. 1956 r.) – norweski kombinator norweski uczestniczący w zawodach w latach 1910-1919.
Zdobył on wraz z Knutem Holstem medal Holmenkollen w 1911.